# Tierra Amarilla 1.ª Sección
Tierra Amarilla 1.ª Sección es una localidad del municipio de Centro ubicado en la subregión centro del estado mexicano de Tabasco.

## Geografía
La localidad de Tierra Amarilla 1.ª Sección se sitúa en las coordenadas geográficas 18°06′53″N 92°53′03″O / 18.114722, -92.884167, a una elevación de 4 metros sobre el nivel del mar.

## Demografía
Según el Conteo de Población y Vivienda 2020, efectuado por el Instituto Nacional de Estadística y Geografía, la localidad de Tierra Amarilla 1.ª Sección tiene 351 habitantes, de los cuales 178 son del sexo masculino y 173 del sexo femenino. Su tasa de fecundidad es de 2.1 hijos por mujer y tiene 109 viviendas particulares habitadas.
| Gráfica de evolución demográfica de Tierra Amarilla 1.ª Sección entre 1910 y 2020 |
|                                                                                   |
| INEGI.                                                                            |